# Alberta Ferretti
Alberta Ferretti (Cattolica, 5 november 1950) is een Italiaanse modeontwerper. Ze ontwerpt voor haar merk Alberta Ferretti en ontwierp tot 2014 voor Philosophy di Alberta Ferretti. Haar showroom bevindt zich in Milaan, maar haar studio bevindt zich in het dorp Cattolica, in de buurt van Rimini.

## Carrière
In 1968 opende Alberta Ferretti haar eerste boetiek, genaamd Jolly, in Cattolica. Ze ontwierp in 1973 een eerste collectie en was in 1976 medeoprichter van Aeffe SpA (een beursgenoteerde kledingfabrikant en distributeur). Ze begon seizoenscollecties te vertonen op de landingsbanen van Milaan in 1981. Ze lanceerde Ferretti Jeans Philosophy in 1989, omgedoopt tot Philosophy di Alberta Ferretti in 1994. In 1994 verbouwde ze een 13e-eeuws kasteel in het Palazzo Viviani hotel in Montegridolfo.
In oktober 1993 presenteerde Ferretti kleding die doet denken aan The Great Gatsby voor de ready-to-wear shows in Milaan. Een van haar ontwerpen was een lange en getailleerde gingangjurk, in lichtblauw.
Ferretti breidde haar haar bedrijf uit buiten Italië, te beginnen met de aankoop van een gebouw op 30 West 56th Street in New York. Ze begon Aeffe U.S.A., die kleding produceerde en distribueerde door Moschino, Rifat Ozbek, Jean Paul Gaultier en Narcisco Rodriguez. Aeffe is eigendom van Ferretti en haar broer Massimo.
Tegen 1998 opende ze in-store boetieks voor de verkoop van haar kenmerkende en Philosophy di Alberta Ferretti-lijnen in Bergdorf Goodman. Vervolgens verkreeg ze haar eerste Amerikaanse vrijstaande winkel in SoHo. Dit bedrijf, in de buurt van Prince Street, is exclusief voor haar collectie Filosofie. Het is een goedkopere versie van Ferretti's kenmerkende lijn, bedoeld voor jongere vrouwen. In tegenstelling tot de meeste ontwerpers, begon ze boetieks voor haar secundaire lijnen voordat ze een flagshipstore voor haar eigen collectie opende. Het West Broadway-gebouw van Ferretti is een herenhuis in de stijl van de federale stijl, gebouwd aan het einde van de 19e eeuw. Het werd gerenoveerd met een glazen façade van drie verdiepingen en dakramen. De winkel is ontworpen door David Ling. Ferretti tekende een licentieovereenkomst met Procter & Gamble voor een geurlijn in 2000.